# يفغينيا بيلياكوفا
يفغينيا بيلياكوفا (بالروسية: Белякова, Евгения Александровна) مواليد 27 يونيو 1986 في سانت بطرسبرغ، هي لاعبة كرة سلة روسية. بدأت مسيرتها الاحترافية في سنة 2004. تلعب مع لوس أنجلوس سباركس في دوري الاتحاد الوطني لكرة السلة النسائية. وتحمل الرقم 10. مثلت منتخب بلادها. شاركت في دورة الألعاب الأولمبية الصيفية سنة 2012. فازت بلقب دوري المحترفات. لعبت مع دينامو كورسك ولوس أنجلوس سباركس.

## روابط خارجية
- يفغينيا بيلياكوفا على موقع الاتحاد الدولي لكرة السلة (الإنجليزية)
- يفغينيا بيلياكوفا على موقع الاتحاد الوطني لكرة السلة النسائية (الإنجليزية)
- يفغينيا بيلياكوفا على موقع كرة السلة الأوروبية.كوم (الإنجليزية)
- يفغينيا بيلياكوفا على موقع بروبوليرز (الإنجليزية)
- يفغينيا بيلياكوفا على موقع سبورتس رفرنس (الإنجليزية)
- يفغينيا بيلياكوفا على موقع سبورتس رفرنس (الإنجليزية)
- يفغينيا بيلياكوفا على موقع أوليمبيديا (الإنجليزية)